# Linda De Filippis
Linda De Filippis (Varese, 2 de marzo de 1999) es una deportista italiana que compite en remo. Ganó dos medallas de bronce en el Campeonato Europeo de Remo, en los años 2023 y 2024, ambas en la prueba de ocho con timonel.

## Palmarés internacional
| Campeonato Europeo | Campeonato Europeo | Campeonato Europeo | Campeonato Europeo |
| Año                | Lugar              | Medalla            | Prueba             |
| ------------------ | ------------------ | ------------------ | ------------------ |
| 2023               | Bled (Eslovenia)   | Medalla de bronce  | Ocho con timonel   |
| 2024               | Szeged (Hungría)   | Medalla de bronce  | Ocho con timonel   |